# Alfredo Boccolini
Alfredo Boccolini (La Spezia, 29 dicembre 1885 – Viadana, 5 febbraio 1957) è stato un attore italiano.

## Biografia
Proveniente da una famiglia di marinai, dal fisico agile e dalla grossa statura (110 kg per 1,90 cm di altezza), iniziò come artista circense in un circo equestre tedesco. 
Notato dal regista Augusto Genina, debuttò sul grande schermo nel 1917 nel film Il siluramento dell'Oceania dell'Ambrosio Film, dove interpretò il personaggio forzuto di Galaor, che interpretò successivamente in altri film e che gli diede notevole popolarità. 
Nel 1921 nel ruolo di Marco Gratico fu nel cast del film La nave. Successivamente con la crisi del cinema italiano, si trasferì in Austria e poi in Germania, dove svolse una modesta attività cinematografica.
La sua carriera conobbe il declino dopo l'avvento del sonoro, e in quel periodo prese parte come «comparsa» a due film, Piccoli naufraghi di Calzavara (1938) e Il re d'Inghilterra non paga di Forzano (1941). Caduto in ristrettezze economiche, negli anni successivi per sopravvivere si esibì nell'avanspettacolo.

## Filmografia
- Il siluramento dell'Oceania, regia di Augusto Genina (1917)
- La spirale della morte, regia di Filippo Costamagna e Domenico Gambino (1917)
- Galaor, regia di Mariano Restivo (1918)
- Lagrime del popolo, regia di Mario Roncoroni (1918)
- Il medico delle pazze, regia di Mario Roncoroni (1919)
- Il gigante, i serpenti e la formica, regia di Mario Roncoroni (1920)
- Il mio amante, regia di Mario Almirante (1920)
- Lotte nell'aria, regia di Luigi Mele (1920)
- La mirabile visione, regia di Caramba (1921)
- La nave, regia di Gabriellino D'Annunzio (1921)
- Le ultime avventure di Galaor, regia di Mariano Restivo (1921)
- Galaor contro Galaor, regia di Eugenio Perego (1924)